# Aleš Mertelj
Aleš Mertelj (Kranj, 22 marzo 1987) è un ex calciatore sloveno, di ruolo centrocampista.

## Palmarès

### Club
- Campionato sloveno: 4

Maribor: 2010-2011, 2011-2012, 2014-2015, 2018-2019
- Coppa di Slovenia: 2

Maribor: 2009-2010, 2012
- Supercoppa di Slovenia: 2

Maribor: 2009, 2013